# Martin Donnelly
Martin Donnelly, född 26 mars 1964 i Belfast i Nordirland, är en brittisk racerförare.

## Racingkarriär
Donnelly var relativt framgångsrik i det brittiska F3-mästerskapet. 1988 och 1989 tävlade han i Formel 3000 för Eddie Jordan Racing och slutade trea i mästerskapet den första säsongen. 
Donnelly debuterade i formel 1 för Arrows i Frankrike 1989. Säsongen efter körde han för Lotus. Han kraschade i hög fart under träningen inför Spaniens Grand Prix 1990 och ådrog sig då flera skador men han överlevde och tillfrisknade. Olyckan på Jerezbanan innebar dock att hans racingkarriär var över.

## F1-karriär
| Säsong | Stall/Tillverkare | Poäng | Placering |
| ------ | ----------------- | ----- | --------- |
| 1989   | Arrows-Ford       | 0     | –         |
| 1990   | Lotus-Lamborghini | 0     | –         |